# Ditomotarsinae
Ditomotarsinae is een onderfamilie van kielwantsen. De familie werd voor het eerst wetenschappelijk beschreven door Victor Antoine Signoret in 1863.

## Taxonomie
De familie bevat de volgende geslachten:

- Tribus: Ditomotarsini Signoret, 1863
  - Cylindrocnema Mayr, 1864
  - Ditomotarsus Spinola, 1850
  - Esbenia Jensen-Haarup, 1931
  - Hyperbius Stål, 1867
  - Ibocoris Roche, 1947
  - Mazanoma Rolston & Kumar, 1975
  - Nopalis Signoret, 1863
  - Planois Signoret, 1864
  - Praesus Stål, 1872
  - Rolstonus Froeschner, 1997
  - Tolono Rolston & Kumar, 1975
  - Uhlunga Distant, 1892
- Tribus: Laccophorellini Kumar, 1974
  - Aesepus Stål, 1876
  - Agamedes Stål, 1876
  - Laccophorella Horváth, 1904
  - Sangarius Stål, 1865